# 우주 속의 원자핵
우주 속의 원자핵은 2년마다 한 번씩 국제적으로 주최되는 핵 천체물리학 회의 시리즈이다. 핵 과학자들과 천문학자들이 모여 이 회의를 "핵 천체물리학 분야에서 가장 중요한 국제 회의"로 이끄는 이 분야의 주요 포럼 역할을 해왔다. 회의에 앞서 대학원생들과 박사후 과정을 위한 학교가 사전 워크숍과 함께 열린다. 이 회의 시리즈는 하인츠 오버허머와 클라우스 롤프스에 의해 1990년 오스트리아에서 처음 열렸으며 국제적으로 순회한다.

## 컨퍼런스

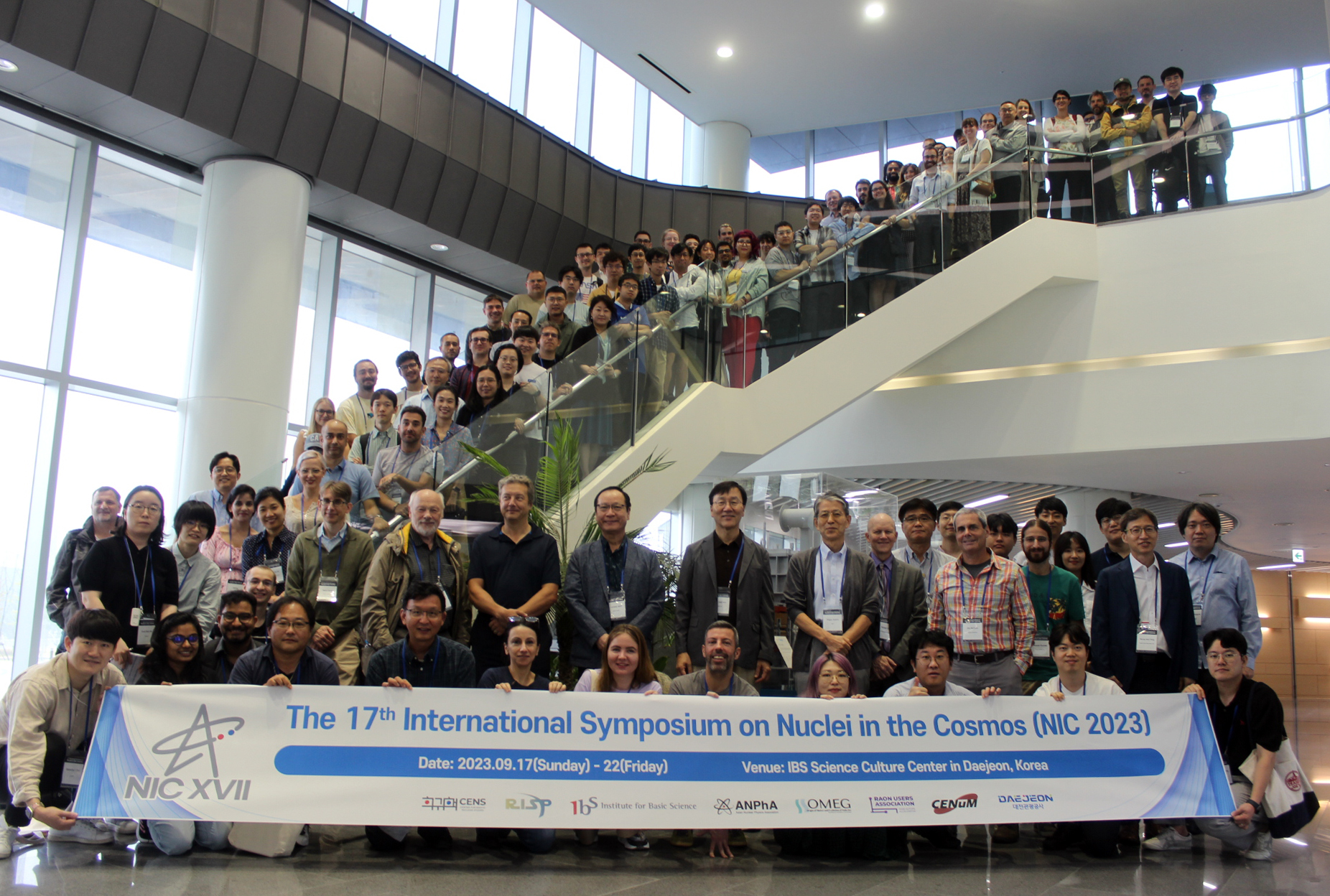
라온(RAON)으로 여행 중인 NIC-XVII 참가자들.

- 1990 NIC-I 오스트리아[5]
- 1992 NIC-II 독일
- 1994 NIC-III 이탈리아
- 1996 NIC-IV 미국
- 1998 NIC-V 그리스[6]
- 2000 NIC-VI 덴마크[7]
- 2002 NIC-VII 일본[8]
- 2004 NIC-VIII 캐나다
- 2006 NIC-IX 스위스/프랑스[9]
- 2008 NIC X 미국
- 2010 NIC-XI 독일[10]
- 2012 NIC-XII 호주[11]
- 2014 NIC-XIII 헝가리[12][13]
- 2016 NIC-XIV 일본[14]
- 2018 NIC-XV 이탈리아[15]
- 2021 NIC-XVI 중국[4][16]
- 2023 NIC-XVII 한국[3][17][18]
- 2025 NIC-XVIII 스페인[19][20]